# Zythos
Zythos là một chi bướm đêm thuộc họ Geometridae.

## Các loài
Bao gồm các loài:
- Zythos aphrodite
- Zythos avellanea
- Zythos cupreata
- Zythos erotica
- Zythos fastigiata
- Zythos molybdina
- Zythos nebulosa
- Zythos obliterata
- Zythos rooki
- Zythos rubescens
- Zythos simplaria
- Zythos strigata
- Zythos strigularia
- Zythos tombarensis
- Zythos turbata – (Walker, 1862)